# Ella Rubin
Ella Rubin (Nueva York, 2 de septiembre de 2001) es una actriz estadounidense. Comenzó su carrera como actriz infantil en la película The Rewrite (2014), posteriormente hizo su debut en Broadway en la reposición de la obra de Tennessee Williams The Rose Tattoo (2019). En televisión, es conocida por sus papeles en la serie de Netflix The Chair (2021) y la serie de Hulu The Girl from Plainville (2022).

## Biografía
Nació en 2001 en Nueva York y creció en el Upper West Side en Manhattan. Su padre, Ron Rubin, se desempeñó como director ejecutivo de una compañía de seguros, y su madre es representante de talentos y trabaja con su hermana, Jodi Kipperman, una destacada directora de casting, además de propietaria y presidenta de la empresa de talentos Kipperman & Company. Estudió teatro y artes escénicas en la Professional Children's School.
Debutó en el cine en un papel secundario en la película de comedia romántica The Rewrite (2014), protagonizada por Hugh Grant y Marisa Tomei. Posteriormente, ha actuado en papeles menores en programas como la serie de comedia de Hulu Difficult People (2017) y la serie dramática de Showtime Billions (2018), y la serie de comedia de Netflix The Chair (2021). Debutó en Broadway en la reposición de 2019 de la obra de teatro The Rose Tattoo, del dramaturgo estadounidense Tennessee Williamsy protagonizada por Marisa Tomei.
Entre 2021 y 2023 interpretó el personaje de Bianca Breer en la serie de HBO Max, Gossip Girl. Luego interpretó a Natalie Gibson en la serie limitada de Hulu The Girl from Plainville (2022), protagonizada por Elle Fanning. Al año siguiente actuó en la comedia surrealista sobre el paso de la infancia a la adultez, The Sweet East dirigida por Sean Price Williams.

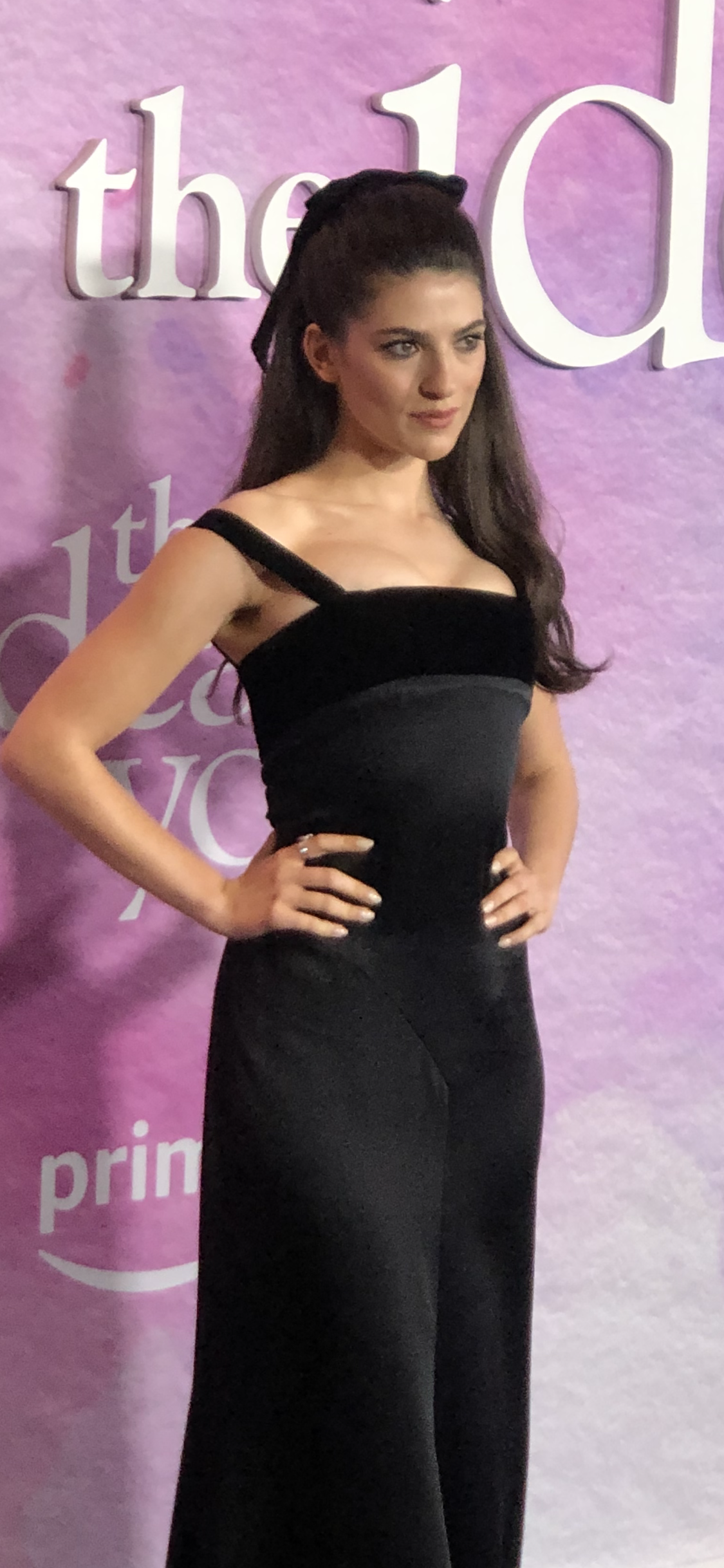
Ella Rubin en el estreno en Nueva York de The Idea of You en el Jazz at Lincoln Center el 29 de abril de 2024

En 2024 actuó en un papel secundario en la comedia romántica, The Idea of You de Amazon Prime, dirigida por Michael Showalter, protagonizada por Anne Hathaway y Nicholas Galitzine y basada en la novela del mismo título de Robinne Lee e interpretó a Vera en la película Anora de Sean Baker, protagonizada por Mikey Madison.
En 2025, se estrenó la película de terror Until Dawn, basada en el videojuego del mismo título y dirigida por David F. Sandberg, donde Rubin interpreta el personaje de Clover.

## Filmografía

### Películas
| Año  | Título                  | Papel              | Notas                   | Refs.  |
| ---- | ----------------------- | ------------------ | ----------------------- | ------ |
| 2014 | The Rewrite             | Etta Carpenter     |                         | [ 7 ]  |
| 2023 | The Sweet East          | Annabel            |                         | [ 12 ] |
| 2024 | The Idea of You         | Izzy Marchand      | Telefilme (Prime Video) | [ 7 ]  |
| 2024 | Anora                   | Vera               |                         | [ 15 ] |
| 2025 | Fear Street: Prom Queen | Melissa Mckendrick | Telefilme (Netflix)     | [ 17 ] |
| 2025 | Until Dawn              | Clover             |                         | [ 16 ] |

### Televisión
| Año       | Título                   | Papel              | Notas                         | Refs.  |
| --------- | ------------------------ | ------------------ | ----------------------------- | ------ |
| 2013      | Unforgettable            | Lara Sonnenland    | Episodio: «Bigtime»           | [ 7 ]  |
| 2017      | Difficult People         | Shoshanna          | Episodio: «Fuzz Buddies»      | [ 7 ]  |
| 2018      | Billions                 | La hija de Gilbert | Episodio: «Not You, Mr. Dake» | [ 7 ]  |
| 2021      | The Chair                | Dafna              | 4 episodios                   | [ 7 ]  |
| 2021-2023 | Gossip Girl              | Bianca Breer       | 4 episodios                   | [ 7 ]  |
| 2022      | The Girl from Plainville | Natalie Gibson     | 8 episodios                   | [ 7 ]  |
| 2024      | Masters of the Air       | Peggy              | Episodio: «Part One»          | [ 18 ] |

### Obras de teatro
| Año  | Título          | Papel           | Evento                             | Ref.   |
| ---- | --------------- | --------------- | ---------------------------------- | ------ |
| 2019 | The Rose Tattoo | Rosa Delle Rose | Teatro American Airlines, Broadway | [ 19 ] |